# NHK World Premium

NHK World Premium的台標使用NHK標誌的白色半透明版本於電視左上角，与NHK World-Japan有别

NHK World Premium（日語：NHKワールド・プレミアム）是日本廣播協會（NHK）使用日语及英语进行国际广播的收费电视綜合頻道。

## 概要
该频道为NHK World-Japan的同系頻道，以播放NHK精選（Premium）新聞、資訊、綜合節目、劇集、音樂、體育及兒童節目為主。除新闻时段外，其余时段全部锁码播出。每日卫星电视开锁时间如下（日本时间，仅限国际19号、国际20号、国际21号卫星）：
周一至周四：6:30-8:00、12:00-12:43、19:00-19:30、21:00-22:25、23:40-0:30
周五：6:30-8:00、12:00-12:20、19:00-20:00、21:00-22:00、23:40-0:30
周六：6:30-8:00、9:00-9:30、12:00-12:15、19:00-19:30、20:45-21:00
周日：6:00-11:00、12:00-13:05、19:00-19:30、20:45-21:00
2021年4月19日，NHK World Premium播出的《早安日本》和《NEWS7》節目訊號，开始提供在NHK World-Japan網站供全球各地（日本除外）免費觀看，其中《早安日本》为节目录像隨選播放，《NEWS7》为同步直播訊號（及后于2022年3月1日提供点播）；其后又增加《列岛新闻》等新闻节目的直播和回放，同样仅限日本以外的地区观看。在非新闻直播时段，网络直播信号会以风光片代替。
当遇到包括奥运会、世界杯等国际性体育赛事的画面时，鉴于版权限制（国际奥委会要求本国转播商的转播权范围仅限于境内），World Premium会使用相关的体育赛事静止图片或字卡进行屏蔽。

## 播出情况

### 大中华地区
NHK在1995年4月於北美洲、歐洲進行「國際電視廣播」，衛星訊號也遍及亞洲。同年11月24日，三商企業旗下三商多媒體取得台灣總代理權，NHK海外企畫室室長入澤邦雄等八位高級主管出席授權儀式，三商多媒體宣布於1996年2月1日起向台灣各家有線電視系統業者收取授權費。亞洲播出的版本，當時台灣稱「NHK亞洲台」，在台灣各家有線電視系統業者的頻道表中取代僅向日本播出的NHK衛星第1頻道與NHK衛星第2頻道。
1998年4月1日與NHK World TV開始向亞太地區播出，三商多媒體仍是台灣總代理，中文名稱定為「NHK世界台」，國家通訊傳播委員會（NCC）备案之频道名称仍沿用英文名。
在中国大陆地区稱作「NHK世界收费电视频道」，可通过亚太六号卫星上的中央境外卫星电视平台接收，该服务一般只提供给三星级以上的酒店和政府指定的居住区。而在深圳的天威视讯则可以通过付费频道的方式直接收看。

### 欧洲
日語衛星放送，是以英國倫敦為據點的24小時日語收費電視頻道。该频道于1990年开播，主要覆盖歐洲、中東、中亞、北非，由NHK合資子公司「NHK CosmoMedia Europe」營運。JSTV拥有两个电视频道JSTV1（以日本放送协会和民放节目为主）和JSTV2（转播NHK World Premium）。2023年9月5日，JSTV发布公告称JSTV将于2023年10月31日终止运营，后续相关节目可通过NHK World Premium（原JSTV2）收看相关频道在Freeview（英国）和Toober（欧洲部分国家和阿联酋）平台播出。

### 北美
TV Japan（日語：テレビジャパン），是目前唯一在美國和加拿大的24小時日語收費電視頻道，也是日本广播协会（NHK）向北美提供節目型態的通稱。2024年2月17日，TV Japan发布公告称TV Japan将于2024年4月1日停止播出，后续相关节目可通过NHK World Premium以及NHK Cosmomedia America運營的JME流媒体平台收看。

## 外部連結
- NHK World Premium（页面存档备份，存于）
- NHK World Premium Australia
- 三商多媒體股份有限公司（NHK世界台）（页面存档备份，存于）
- 中视卫星电视节目有限责任公司（NHK世界收费频道）（页面存档备份，存于）